# Družina Karla IV.
Družina Karla IV. je slika olje na platnu španskega umetnika Francisca de Goye. Sliko je začel delati leta 1800, kmalu po tem, ko je postal prvi kraljevi slikar, in jo dokončal poleti 1801.
Na upodobitvi so portreti španskega Karla IV. in njegove družine v naravni velikosti, oblečeni v razkošna oblačila in odeti z bogatim nakitom. Osrednja lika na sliki sta Karel IV. in njegova žena Maria Luisa Parmska, ki sta obkrožena z otroki in sorodniki. Družina je oblečena v sodobna modna oblačila in razkošno okrašena z nakitom in lentami reda Karla III.
Slika je bila oblikovana po vzoru slike Portret Filipa V. in njegove družine Louisa-Michela van Loa iz leta 1743 in Las meninas slikarja Velázqueza, figure so sorodno postavljene v podobno okolje, ko pozirajo umetniku, ki je viden ob svojem slikarskem stojalu (štafelaju) na levi strani platna.

## Opis
Skupinski portret je bil zaključen leto po tem, ko je Goya postal prvi kraljevi slikar, kar je najvišji položaj, ki ga lahko zasede španski umetnik – to je položaj, ki ga je nekoč (pred ok. 150 leti) zasedal Diego Velázquez.
Goya ni razložil, zakaj se je odločil za posnemanje dela po starejšem mojstru, čeprav pojem tradicije španskega slikarstva takrat še ni obstajal. Po enajstih letih se je Španija še vedno ukvarjala s posledicami francoske revolucije, ki je končno pripeljala do Napoleonove invazije na Španijo in njegovega brata Josepha Bonaparteja na španski prestol leta 1808.
Kraljeva družina je očitno na obisku v umetnikovem ateljeju: Goyo je videti levo, gleda navzven proti gledalcu. Zdi se, da je slikar svojo pozornost usmeril predvsem na tri figure: Karla IV, ki je oblečen v modro obleko, njegovo ženo Mario Luiso Parmsko, ki stoji v sredini, in njunega sina Ferdinanda na levi. Čeprav je to formalni portret, obstajajo znaki intimnosti med družinskimi člani; kraljica Marija Luisa drži roko najmlajšega otroka. V nasprotju z Velázquezovo Las meninas ni na sliki nobenega služabnika ali spremljevalca kraljeve družine. Še pomembneje pa je, da Goya izpusti narativno strukturo: ne gre za pripoved, ni zgodbe, gre preprosto za podobo ljudi, ki pozirajo.
Tako kot na sliki Las meninas je tudi tu umetnik prikazan kako slika na platno, od katerega pa je viden le zadnji del. Atmosfersko in toplo perspektivo notranjosti palače na Velázquezovi sliki tu nadomešča občutek, po Gassierjevih besedah, »neizbežne zadušitve«, ko je kraljeva družina predstavljena na »odru, obrnjenem proti javnosti, medtem ko se v senci slikar s turobnim nasmehom pokaže in reče: »Poglejte jih in presodite sami!«

## Portretiranci
Komaj viden človek v senci v ozadju na levi je sam Goya. Drugi so od leve proti desni:
- (1) Carlos Maria Isidro (1788–1855) – 2. kraljev sin
- (3) prihodnji kralj Ferdinand VII. (1784–1833) – prvi kraljev sin
- (4) Maria Josefa (1744–1801) – kraljeva starejša neporočena sestra
- (5) Maria Antonia Neapeljska – do nastanka dela se še ni poročila s Ferdinand VII. (vendar naj bi to storila v bližnji prihodnosti; to lahko razloži namerno prikrivanje njenega obraza)
- (6) María Isabel (1789–1848) – kraljeva hči
- (7) Maria Luisa Parmska (1751–1819) – kraljeva žena
- (8) Francisco de Paula (1794–1865) – kraljev najmlajši sin
- (9) Karel IV. (1748–1819) – kralj
- (10) Don Antonio Pascual (1755–1817) – kraljev brat
- (11) Carlota Joaquina (1775–1830, viden le del glave) – kraljeva najstarejša hči
- (12) Don Luis de Parma (1773–1803) – kraljev zet
- (13) njihov dojenček Carlos Luis (1799–1883) – bodoči vojvoda Parme[6]
- (14) njegova žena Maria Luisa (1782–1824) – kraljeva hči

## Zgodovina
Od leta 1789 je bil Goya slikar na dvoru kralja Karla IV. Že pred tem – portret Karla III. v dvorni obleki, Banco de España, 1787 – je imel priložnost upodabljati kralje, čeprav vedno posamično in ne v skupinah. Spomladi 1800, nekaj mesecev po tem, ko je bil imenovan za prvega dvornega slikarja, je bil zadolžen za izvedbo velikega portreta celotne kraljeve družine. Zahvaljujoč pismom kraljice Marije Luise Parmske Manuelu Godoyu se postopka ustvarjanja in kompozicije slike lahko naučimo korak za korakom. Goya je na njem začel delati maja 1800, ko je kraljeva družina sezono preživela v palači Aranjuez. Med majem in julijem je naredil skice portretov v naravni velikosti vsakega člana kraljeve družine. Na željo kraljice jih je slikar upodobil ločeno, kar jim je preprečilo, da bi skupaj pozirali med dolgimi in dolgočasnimi seansami.
Vse skice imajo rdečkast temeljni premaz in obrazne poteze, zgrajene v enem tonu. Na koncu, ko so bile določene ravnine in razmerja, in dodani barvni odtenki. 23. julija je Goya predstavil osnutke desetih portretov, od katerih je ohranjenih le pet, vsi v muzeju Prado: infantinja María Josefa, infant Carlos María Isidro,  infanta Francisco de Paula, infant Antonio Pascual in Luis, kralj Etrurije. Kopije, ki jih je naredil Agustíno Esteve ali delavnica, so znane po izgubljenih skicah, ki so jih razdelili različni muzeji in zbirke, med njimi tudi portret bodočega kralja Fernanda VII., ki je v Metropolitanskem muzeju umetnosti v New Yorku. Goya je končno delal na sliki med junijem 1800 in decembrom 1801, ko je bila predstavljena kralju. Muzej Soumaya v Mehiki hrani majhno skico splošne sestave, ki velja za pripravljalno za končno sliko.
- Bocetos
- María Josefa Carmela Španska
- Carlos María Isidro de Bourbon
- Francisco de Paula de Bourbon
- Antonio Pascual de Bourbon
- Luis de Bourbon, prínc Parme in kralj Etrurije

Rečeno je bilo, da slika ni vzbudila navdušenja kraljeve družine, ki je pričakovala bolj čudovito sliko, podobno Van Loojevi Družini Filipa V.,  vendar ni bila nezaželena. Karel IV. jo je označil zgolj za portret »vseh skupaj« in zdi se, da so bili njegovi protagonisti zvesto zastopani in bi lahko bili zadovoljni, tako kot mnogi liki, ki jih je Goya upodobil z enako iskrenostjo in resnicoljubnostjo, saj jih je slikar obdaril z živahnim videzom ter v vzdušju dostojanstva in lepote, kar bi doseglo le malo slikarjev tistega časa. Kljub temu je bila slika v preteklosti deležna kritike monarhije z namigovanji na gentrificiran videz protagonistov, da Goya ne bi imel težav s prenosom na platno. V tem smislu je Pierre-Auguste Renoir, ko je obiskal muzej Prado in si ogledal to sliko, vzkliknil: »Kralj je videti kot krčmar, kraljica pa kot krčmarica ... ali še huje, toda kakšne diamante mu je Goya naslikal!«.

## Interpretacija
Francoski pisatelj Theophile Gautier jo je označil za »sliko vogalnega trgovca, ki je pravkar zadel na loteriji«, včasih pa se domneva, da je Goya na nek način satiriziral svoje podanike. Idejo je umetnostni kritik Robert Hughes zavrnil: »To je nesmisel. Službe dvornega portretista ne bi uspeli obdržati, če bi se posmehovali iz ljudi, ki ste jih slikali. Ne, to ni sporočilo. Če že kaj, gre tu za laskanje. Na primer na levi strani, v modri obleki, je upodobljena ena najbolj odvratnih majhnih krastač v celotni zgodovini španske politike, bodoči kralj Ferdinand VII., ki pa ga Goya dejansko uspe povsem prikazati dostojanstvenega, kraljevskega. Bog ve, kako mu je to uspelo, vendar mu je. To je dejanje spoštovanja, ki skorajda meji na laskanje.«